# Dmitrij Gatjev
Dmitrij Ivanovitj Gatjev (ryska: Дмитрий Иванович Гачев), född 1902 i Bratsigovo i Bulgarien, död 1946, var en sovjetisk musikforskare och organist av bulgariskt ursprung.
Han föddes i en lärarfamilj. 1920 började han studera vid Musikhögskolan i Sofia, han spelade bland annar flöjt i orkestern. 1921 gick han med i kommunistpartiet. Efter en statskupp i juni 1923 blev situationen för kommunister allt svårare och Gatjev emigrerade året därpå och försörjde sig genom fabriksarbete i Belgien och Frankrike. 1926 tog han sig till Sovjetunionen för att fortsätta sin utbildning vid Moskvakonservatoriet, där han studerade musikhistoria. Under åren 1931-1934 bedrev han forskarutbildning vid Institutet för röda professorer. Hans avhandling hette "Estetiska synpunkter på Diderot". Han arbetade sedan som förslagsredaktör. Han arresterades i februari 1938, anklagad för spioneri. Under förhören torterades han och tvingades underteckna en bekännelse. I maj dödades han till åtta års hårt lägerarbete för "kontrarevolutionär verksamhet". Han deporterades till arbetsläger i Magadan där han arbetade med gruvbrytning och skogsarbete. 1945 dömdes han på nytt. Han avled 1946. Gatjev rehabiliterades i två processer 1955 och 1956. 1958 återfick han postumt sitt medlemskap i kommunistpartiet.